# Malou Hallström
Marlene Christine Malou Hallström, under en period Dahlberg, född Nordgren den 11 maj 1941 i Solna, död 3 februari 2005 i Kungsholms församling i Stockholm, var en svensk TV-profil och skådespelare. Hon var anställd vid SVT och Dramaten. 
Malou Hallström var dotter till tandläkaren Hans Nordgren och skådespelaren och premiärdansösen Brita Appelgren. Malou Hallström figurerade därmed i veckopressen redan som nyfödd. Hon filmdebuterade 1962 i Vaxdockan.
Hon arbetade med Lasse Hallström i Abba – the Movie och har även arbetat med Arne Weise. Vid Dramaten deltog hon i uppsättningen av Hjalmar Bergmans Farmor och vår Herre. Lasse Hallström fick idén till sin film Jag är med barn när hon väntade deras son Johan.
Malou Hallström var gift första gången 1962–1976 med ingenjören Ove Dahlberg (1933–2012) och fick sonen Christian Dahlberg 1963. Andra gången var hon gift 1976–1985 med regissören Lasse Hallström (född 1946) och fick sonen Johan Hallström i mars 1976.

## Filmografi
- 1962 – Vaxdockan
- 1977 – Abba – the Movie (klippning tillsammans med Lasse Hallström och Ulf Neidemar)
- 1980 – Sällskapsresan  (flygpassagerare)
- 1980 – Barna från Blåsjöfjället (Kajsa, TV-scriptan)